# 大日本帝国憲法第43条
大日本帝国憲法第43条（だいにほん/だいにっぽん ていこくけんぽう だい43じょう）は、大日本帝国憲法第3章にある、帝国議会についての規定である。

## 現代風の表記
1. 臨時緊急の必要がある場合においては、常会のほかに臨時会を召集しなければならない。
2. 臨時会の会期を定めるのは、勅命による。

## 解説
臨時会の召集は大日本帝国憲法第7条の規定により、天皇の勅命により行われ、帝国議会および内閣に召集権は無かった。また、会期も同様であった。